# ارژبت ویشکی
اِرژِبِت ویشکی (مجاری: Viski Erzsébet؛ زادهٔ ۲۲ فوریهٔ ۱۹۸۰) قایقران کایاک اهل مجارستان است.